# Чёрная (приток Большой Какши)

Чёрная — река в России, протекает в Шахунском и Ветлужском районах Нижегородской области. Устье реки находится в 8 км по левому берегу реки Большая Какша. Длина реки составляет 18 км, площадь водосборного бассейна 70 км².
Исток реки находится в лесах около деревни Ботаниха в 14 км к юго-востоку от посёлка Сява. Течёт по лесному массиву на запад. Впадает в Большую Какшу ниже деревни Ченебечиха.

## Данные водного реестра
По данным государственного водного реестра России относится к Верхневолжскому бассейновому округу, водохозяйственный участок реки — Ветлуга от истока до города Ветлуга, речной подбассейн реки — Волга от впадения Оки до Куйбышевского водохранилища (без бассейна Суры). Речной бассейн реки — (Верхняя) Волга до Куйбышевского водохранилища (без бассейна Оки).
По данным геоинформационной системы водохозяйственного районирования территории РФ, подготовленной Федеральным агентством водных ресурсов:
- Код водного объекта в государственном водном реестре — 08010400112110000042308
- Код по гидрологической изученности (ГИ) — 110004230
- Код бассейна — 08.01.04.001
- Номер тома по ГИ — 10
- Выпуск по ГИ — 0